# Radical Optimism
Radical Optimism ist das dritte Studioalbum der britisch-albanischen Sängerin Dua Lipa. Es wurde am 3. Mai 2024 über das Label Warner Records veröffentlicht.

## Musikstil und Konzept
Nach dem kommerziellen Erfolg von Future Nostalgia kündigte Dua Lipa für das kommende Album an, sich vom Genre Disco abzuwenden und in Zusammenarbeit mit dem Produzenten und Sänger der australischen Psychedelic-Rock-Band Tame Impala, Kevin Parker, sich dem Psychedelic-Pop-Genre der 70er-Jahre zu widmen.
Mit Ankündigung des Albums im März 2024 verriet Dua Lipa, dass sie sich für das Album mit der Musikgeschichte der Genres Psychedelia, Trip-Hop und Britpop beschäftigte. Dabei fühlte sie stets den puren, radikalen Optimismus (englisch Radical Optimism) der Musik.
In der Februar-Ausgabe des Rolling-Stone-Magazins im Jahr 2024 beschrieb sie die Einflüsse des Psychedelic-Pop-Genres in Tribut an die Rave-Kultur im Vereinigten Königreich auf ihrem Album. Dabei nennt Dua Lipa die schottische Rockband Primal Scream und deren 1991 veröffentlichtes Album Screamadelica als großen, primären Einfluss.

## Veröffentlichung
Nach Veröffentlichung der Singles Houdini im November 2023 und Training Season im Februar 2024 kündigte Dua Lipa am 14. März 2024 das Album Radical Optimism an. Vier Tage später wurden Termine für eine kurze Europa-Tour im Juni 2024 mit Tourauftakt in der Berliner Waldbühne veröffentlicht. Folgend sind ein weiterer Termin im Amphitheater Pula in Kroatien und zwei Termine im Amphitheater von Nîmes in Frankreich geplant. Zusätzlich kündigte sie für Oktober 2024 einen Auftritt in der Royal Albert Hall in London an.
Am 12. April 2024 erschien mit Illusion die dritte Singleauskopplung des Albums.

## Titelliste
| Nr.          | Titel             | Länge |
| ------------ | ----------------- | ----- |
| 1.           | End of an Era     | 3:16  |
| 2.           | Houdini           | 3:06  |
| 3.           | Training Season   | 3:29  |
| 4.           | These Walls       | 3:37  |
| 5.           | Whatcha Doing     | 3:18  |
| 6.           | French Exit       | 3:21  |
| 7.           | Illusion          | 3:08  |
| 8.           | Falling Forever   | 3:43  |
| 9.           | Anything for Love | 2:21  |
| 10.          | Maria             | 3:07  |
| 11.          | Happy for You     | 4:05  |
| Gesamtlänge: | Gesamtlänge:      | 36:31 |

## Rezensionen
Die Kritiken zum Album sind eher positiv. Die Webseite Metacritic vergibt auf Basis von 21 Kritiken insgesamt 73 von möglichen 100 Punkten.
NDR Kultur schreibt über das Album:

„Radical Optimism [ist] gut gemachter Blockbuster-Pop im mittleren Temperaturbereich. Radikal optimistisch? Gerne. Radikal neu und mutig? Lieber nicht. Dua Lipa verlässt ihre Komfortzone nur selten. Man kommt ihr nicht nahe, die Songs wirken zusammengewürfelt.“

und kommt zu dem Fazit, dass das Album „viel Kalenderspruch-Prosa“ beinhaltet, jedoch „wenig Tiefe“.
Das Schweizer Nachrichtenportal Watson urteilt:

„Wenn man ‘Houdini’, ‘Illusion’ und ‘Training Season’ kennt, dann kennt man bereits die besten Songs des Albums und eigentlich schon das ganze Album an sich. Denn viel mehr Varietät gibt es in ‘Radical Optimism’ leider nicht zu hören. […] Die restlichen Songs beginnen zwar alle rhythmisch, doch sobald die Hook spielt, könnte ich nicht mehr sagen als: ‘Ja, das ist glaub's Dua Lipa?!’“

Die durchweg positive Einstellung der Songtexte des Albums beurteilt das deutschsprachige Online-Magazin laut.de als „zu radikal und in letzter Konsequenz als eher unreflektiert“.

## Kommerzieller Erfolg

### Chartplatzierungen
| ChartsChartplatzierungen       | Höchstplatzierung | Wochen |
| ------------------------------ | ----------------- | ------ |
| Deutschland (GfK)              | 3 (17 Wo.)        | 17     |
| Österreich (Ö3)                | 1 (12 Wo.)        | 12     |
| Schweiz (IFPI)                 | 2 (11 Wo.)        | 11     |
| Vereinigte Staaten (Billboard) | 2 (15 Wo.)        | 15     |
| Vereinigtes Königreich (OCC)   | 1 (20 Wo.)        | 20     |

| ChartsJahrescharts (2024)      | Platzierung |
| ------------------------------ | ----------- |
| Deutschland (GfK)              | 74          |
| Österreich (Ö3)                | 50          |
| Schweiz (IFPI)                 | 72          |
| Vereinigte Staaten (Billboard) | 194         |
| Vereinigtes Königreich (OCC)   | 40          |

### Auszeichnungen für Musikverkäufe
| Land/Region                  | Auszeichnungen für Musikverkäufe (Land/Region, Auszeichnung, Verkäufe) | Verkäufe |
| ---------------------------- | ---------------------------------------------------------------------- | -------- |
| Belgien (BRMA)               | Gold                                                                   | 10.000   |
| Frankreich (SNEP)            | Platin                                                                 | 100.000  |
| Italien (FIMI)               | Gold                                                                   | 25.000   |
| Kanada (MC)                  | Platin                                                                 | 80.000   |
| Neuseeland (RMNZ)            | Gold                                                                   | 7.500    |
| Niederlande (NVPI)           | Platin                                                                 | 30.000   |
| Spanien (Promusicae)         | Gold                                                                   | 20.000   |
| Vereinigtes Königreich (BPI) | Gold                                                                   | 100.000  |
| Insgesamt                    | 5× Gold · 3× Platin ·                                                  | 372.500  |

Hauptartikel: Dua Lipa/Auszeichnungen für Musikverkäufe